# Miss Bolivia Mundo 2015
Por segunda vez en el Miss Bolivia se realiza el concurso de Miss Bolivia Mundo de manera separada, cada una de las candidatas debe de realizar un vídeo en el que apoyen una causa social. Con base en el proyecto que realizaron, además de las características que la Organización del Miss Mundo exige que tengan las candidatas, el Miss Bolivia Mundo tiene como nombre Belleza con Propósito, al final del evento Andrea Forfori Aguilera coronó a su sucesora Vivian Serrano de Santa Cruz, el 12 de septiembre, donde la ganadora participará en el Miss Mundo 2015.
Promociones Gloria, empresa organizadora del evento presentó la noche de ayer a las doce representantes de la belleza boliviana que disputan el título mundial. “Belleza con propósito” es el lema que distingue este primer concurso, del cual la ganadora irá al certamen de Miss Mundo. Cada aspirante a la corona presentará un proyecto solidario, el cual será presentado en el concurso internacional, se elegirá también a la mejor deportista, mejor modelo entre otros.

## Resultado Final
| Resultado Final             | Departamento | Candidata                      |
| --------------------------- | ------------ | ------------------------------ |
| Miss Bolivia Mundo 2015     | - Santa Cruz | - Vivían Susana Serrano Llanos |
| Virreina Miss Bolivia Mundo | - La Paz     | - Vinka Nemer Drpic (Δ)        |
| 1º Finalista                | - Tarija     | - Luz Daliana Acosta Castellón |
| 2º Finalista                | - Santa Cruz | - Selva Jiménez Alba           |

(Δ) Fue elegida por el voto del público en Internet

## Representaciones
Representaciones de nuestra candidatas a nivel internacional representando a Bolivia
| Delegada                     | Concurso Internacional                           | Cede                 | Resultado    | Otros Premios                               |
| ---------------------------- | ------------------------------------------------ | -------------------- | ------------ | ------------------------------------------- |
| Vivían Susana Serrano Llanos | Miss Mundo 2015                                  | China                | No clasificó |                                             |
| Vivían Susana Serrano Llanos | Miss Eco Universo 2016                           | Grecia               | No clasificó | Top 10 de Mejor Traje Ecológico             |
| Vivían Susana Serrano Llanos | Miss Turismo Internacional                       | Malasia              | No clasificó |                                             |
| Vivían Susana Serrano Llanos | Miss Turism Queen of the Year Internacional 2017 | China                | No clasificó | Mejor Cuerpo                                |
| Vivían Susana Serrano Llanos | Miss Turismo Queen Internacional 2018            | Tailandia            | No clasificó |                                             |
| Vinka Nemer Dartie           | Miss Tierra 2015                                 | Austria              | No clasificó |                                             |
| Luz Daliana Acosta Castellón | Reinado Internacional del Café 2016              | Colombia             | No clasificó |                                             |
| Luz Daliana Acosta Castellón | Miss Turismo Internacional 2015                  | China                | No clasificó |                                             |
| Daniela Donoso Zavala        | Miss Súper Model Internacional 2015              | República Dominicana | No clasificó | Miss Silueta, Mejor Pasarela y Miss Amistad |
| Kreshely Balcazar Arias      | Reinado Internacional de la Piña 2016            | Colombia             | Virreina     | Mejor Traje Típico                          |

## Jurado Calificador
La tarde del viernes 11 de septiembre realizaron la entrevista a las 12 candidatas, quienes tuvieron la difícil tarea de responder a las interrogantes del jurado.
- Helen Aponte Saucedo - Miss Beni 2003 y Miss Bolivia Mundo 2003 y Top 20 de las Semifinalista del Miss Mundo 2003
- Carla Patricia Morón Peña - Miss Santa Cruz 1995, Miss Bolivia Mundo 1995 y Top 10 de las Semifinalista del Miss Mundo 1995
- Erika Weise -   Miss Santa Cruz 1984 y Miss Bolivia Mundo 1984
- Angélica Sosa - Presidenta del Honorable Consejo Municipal de Santa Cruz
- David Paz - Artista
- Alejandra Reznicek - Fotógrafa Profesional

## Títulos previos
Las doce candidatas lucharon por obtener títulos previos antes del Miss Bolivia.
| Título                 | Departamento | Candidata                 |
| Belleza con Propósito  | - Santa Cruz | - María Fernanda Rojas    |
| Top Model MBM15        | - Beni       | - Kreshely Balcázar Arias |
| Chica Fitbull          | - Santa Cruz | - Selva Jiménez Alba      |
| Miss Talento           | - Beni       | - Sarah Roca Ribera       |
| Chica AmasZonas        | - La Paz     | - Vinka Nemer D'rpic      |
| Mejor Sonrisa Orest    | - Santa Cruz | - María Fernanda Rojas    |
| Mejor Danza de Bolivia | - Tarija     | - Daniela Donoso Zavala   |
| Yo Chef Sofía          | - Chuquisaca | - Alejandra Rico          |
| Yo Chef Sofía          | - Santa Cruz | - María Fernanda Rojas    |
| Chica Vía Sport        | - Santa Cruz | - Selva Jiménez Alba      |

## Candidatas
- Doce candidatas lucharán por la corona del Miss Bolivia Mundo 2015 la ganadora representará a Bolivia en el Miss Mundo 2015.

| Departamento | Candidata                        | Edad | Estatura | Título del Proyecto                                                    |
| Beni         | Kreshely Balcázar Arias          | 19   | 170      | Por el brillo de tus ojos                                              |
| Beni         | Sarah Roca Ribera                | 18   | 175      | Más sonrisa y menos llanto                                             |
| Cochabamba   | Lena Makowsky Rico               | 24   | 173      | Restaurando y salvando sonrisa                                         |
| Chuquisaca   | Alejandra Rico                   | 18   | 170      | Junto a ti, hoy sí puedo                                               |
| La Paz       | Vinka Nemer Drpic                | 24   | 181      | Juguemos con igualdad                                                  |
| Santa Cruz   | María Fernanda Rojas Pedraza     | 24   | 172      | Protegiendo la vida                                                    |
| Santa Cruz   | Selva Jiménez Alba               | 19   | 172      | Por un mañana mejor                                                    |
| Santa Cruz   | Claudia Catherine Herbelet Mejía | 25   | 170      | Yvyra denominado (cada árbol, en guaraní)                              |
| Santa Cruz   | Fátima Colautti                  | 18   | 177      | Reinserción a los niños de la calle                                    |
| Santa Cruz   | Vivían Susana Serrano Llanos     | 22   | 175      | Educación para vivir                                                   |
| Tarija       | Luz Daliana Acosta Castellón     | 25   | 171      | La posibilidad de realizar un sueño es lo que hace la vida interesante |
| Tarija       | Daniela Donoso Zavala            | 22   | 173      | El cóndor al borde del abismo                                          |

## Datos de las Candidatas
- María Fernanda Rojas - concursó en el Miss Santa Cruz 2009 (no clasificó), y representó a Bolivia en el Miss Supranacional 2014 realizado en Polonia (no clasificó) pero estuvo entre las diez mejores en traje típico.

- Daliana Acosta - fue Srta Tarija 2012  y concursó en el Miss Bolivia 2012 (no clasificó), el mismo año representó a Bolivia en el Miss Continente Americano 2012 (no clasificó) realizado en Ecuador.

- Vivian Serrano - fue Miss Bolivia Italia 2010, fue finalista en Miss Italia en el Mundo 2010 concursó en el Miss Santa Cruz 2014 obteniendo de (tercera finalista) y el mismo año representó a Bolivia en el Miss Globe International 2014 resultando de (cuarta finalista), además ganó el título de Mejor Traje Típico.

- Fátima Colautti - representó a Bolivia en el Miss Teen de las Américas 2015 la cual (no clasificó).

- Selva Jiménez - concursó en el Miss Santa Cruz 2014 obteniendo de (segunda finalista)

- Kreshely Balcázar - fue miss Azafata Expobeni 2013.

## Desarrollo del Concurso

### Chica Fitbull
| Título        | Departamento                 | Candidata                                                               |
| Chica Fitbul  | - Santa Cruz                 | - Selva Jiménez Alba                                                    |
| Segunda Lugar | - Santa Cruz                 | - Vivian Serrano Llanos                                                 |
| Tercer lugar  | - Tarija                     | - Daliana Acosta Castellón                                              |
| Top 6         | - Beni - La Paz - Santa Cruz | - Kreshely Balcázar Arias - Vinka Nemer D'rpic - Claudia Herbelet Mejía |

### Mejor Sonrisa Orest
| Título              | Departamento        | Candidata                                |
| Mejor Sonrisa Orest | - Santa Cruz        | - María Fernanda Rojas                   |
| Top 3               | - Beni - Santa Cruz | - Sarah Roca Ribera - Selva Jiménez Alba |

### Chica AmasZonas
| Título          | Departamento          | Candidata                                           |
| Chica AmasZonas | - La Paz              | - Vinka Nemer D'rpic                                |
| Top 3           | - Santa Cruz - Tarija | - Claudia Herbelet Mejía - Daliana Acosta Castellón |

### Mejor Danza de Bolivia
La candidatas mostraron sus habilidades en las danzas de Bolivia
| Título                 | Departamento | Candidata                 |
| Mejor Danza de Bolivia | - Tarija     | - Daniela Donoso Zavala   |
| Primera finalista      | - Beni       | - Kreshely Balcázar Arias |
| Segunda finalista      | - Santa Cruz | - Claudia Herbelet Mejía  |

### Chica Vía Sport
| Título          | Departamento                       | Candidata                                                               |
| Chica Via Sport | - Santa Cruz                       | - Selva Jiménez Alba                                                    |
| Top 4           | - Cochabamba - Santa Cruz - Tarija | - Lena Makowsky Rico - Vivian Serrano Llanos - Daliana Acosta Castellón |

### Miss Talento
El mejor talento fue disputado por las 12 candidatas en competencia en Royal salón de eventos. El jurado calificador estuvo compuesto por un selecto jurado. Las finalista del concurso fueron: Sarah Roca, realizó una mix de danza de jazz mezclado con gimnasia; Daniela Donoso deslumbró con una danza árabe; y Kreshely Balcazar realizó un aro aeróbico en el aire. 
El 12 de septiembre es la gran final en la Manzana Uno y las tres concursantes mostrarán su talento y elegirán a la más talentosa y a la nueva Miss Bolivia Mundo 2015.
| Título       | Departamento    | Candidata                                         |
| Miss Talento | - Beni          | - Sarah Roca Ribera                               |
| Top 3        | - Beni - Tarija | - Kreshely Balcazar Arias - Daniela Donoso Zavala |